# 羅尼·盧比斯
馬高斯·保羅·麥基達·盧比斯（葡萄牙語：Marcos Paulo Mesquita Lopes），或稱羅尼·盧比斯（葡萄牙語：Rony Lopes）；1995年11月28日—）是一位葡萄牙足球運動員，司職進攻中場和翼鋒。現時效力土耳其足球超级联赛球隊阿拉尼亞。他出生在巴西，4歲時移居葡萄牙。